# Grossular

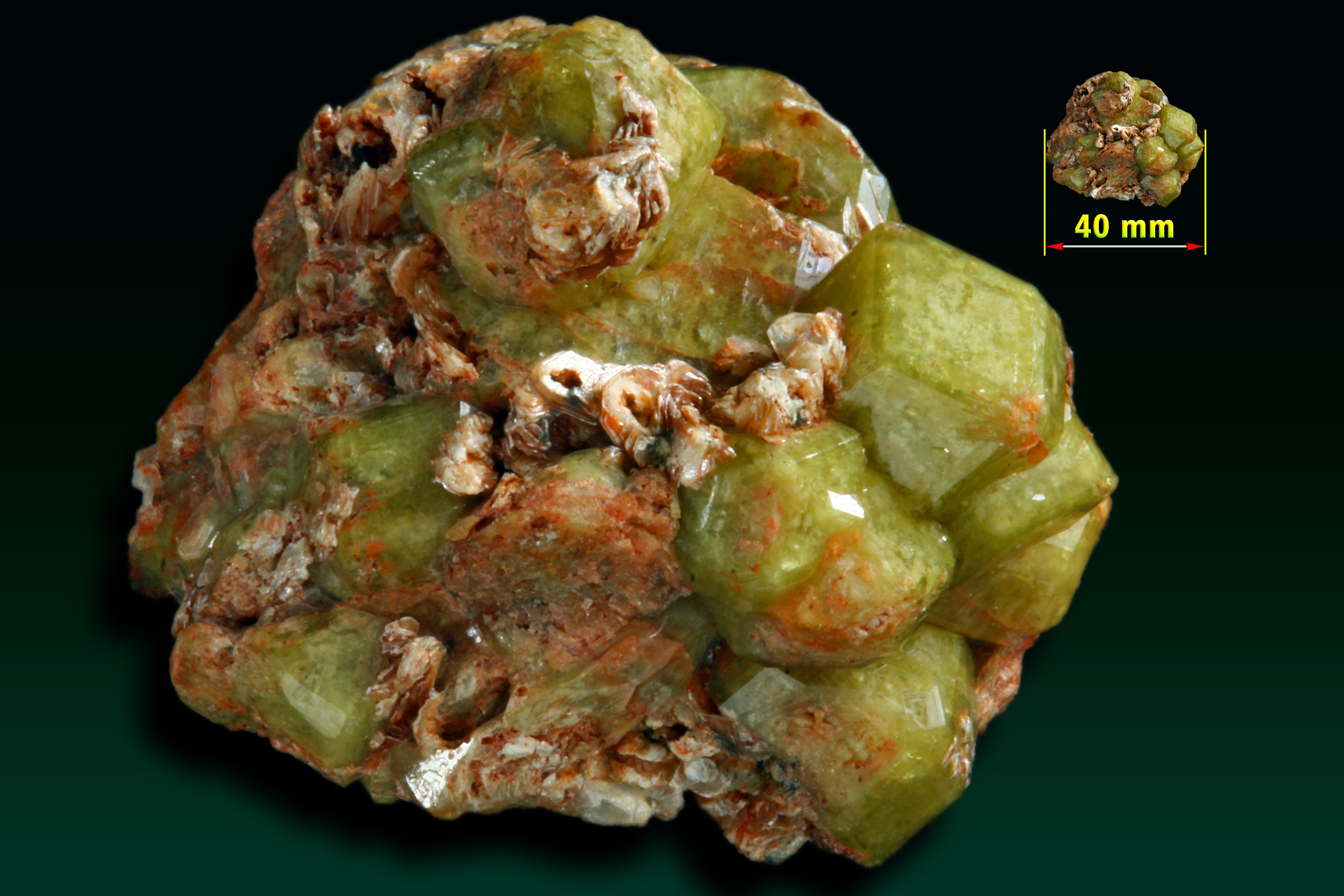
Granat grossular - Kayes, Mali, Afryka.

Grossular – rzadki minerał z gromady krzemianów zaliczany do grupy granatów, rozpowszechniony tylko w niektórych regionach Ziemi.
Nazwa pochodzi od łacińskiej nazwy agrestu Ribes grossularia, gdyż barwą i kształtem przypomina owoc tej rośliny.

## Właściwości
- Luminescencja: promieniowanie rentgenowskie daje efekt intensywnego jarzenia o barwie pomarańczowej.
- Inkluzje: liczne. Częste wtrącenia kryształków diopsydu, apatytu, aktynolitu i cyrkonu.

Krystalizuje w układzie regularnym. Wykształca kryształy w formie dwunastościanów rombowych, dwudziestoczterościanów deltoidowych i ich kombinacji. Występuje w formie skupień zbitych, ziarnistych, naskorupień oraz prawidłowo wykształconych, dużych kryształów. Spotykany jest jako minerał wrosły i narosły. Jest kruchy, przezroczysty do nieprzezroczystego, spotykany jest w wielu kolorach. Posiada białą rysę oraz szklisty bądź tłusty połysk. Rozpuszczalny w gorącym kwasie solnym. 

## Odmiany mineralogiczne i gemmologiczne
- hessonit (kamień cynamonowy) – pomarańczowoczerwony, pomarańczowy, zasobny w żelazo[2],
- tsavoryt – szmaragdowy, bogaty w wanad (najczęściej z Kenii i Tanzanii)[2],
- rosolit – różowy[2],
- romanzovit – brunatnoczerwony (z Finlandii)[2],
- nefryt transvaalski (jadeit, żad) – zielony (z Afryki Południowej)[2],
- leukogranat – bezbarwny[2],
- hydrogrossular – hydrogranat[2].

## Występowanie
Minerał skał metamorficznych, występuje głównie w wapieniach, marmurach (zmienione regionalnie), skarnach (węglanowo-krzemianowe zmienione kontaktowo), żyłach serpentynitów i rodonitów. Powstaje w metasomatycznie zmienionych, magmowych skałach zasadowych i ultrazasadowych.Także w skałach zmienionych chemicznie (rodingit); w szczelinach tych skał. Niekiedy występuje w skałach okruchowych, najczęściej w piaskach i żwirach. Towarzyszą mu kalcyt, wezuwian, diopsyd, kalcyt, andradyt, epidot, zoisyt, wollastonit oraz klinochlor.

## Miejsce występowania[2]
- Chiny – białe;
- Sri Lanka[4] – hessonity o czerwonym zabarwieniu;
- Kenia[4] – kryształy o barwie różowej i zielonej;
- Tanzania[4] – ciemnozielone tsaworyty, kryształy żółte i różowe;
- USA[4] – Kalifornia, Kolorado (kryształy pomarańczowe i bezbarwne);
- Kanada[4] – Asbestos w prowincji Quebec (pomarańczowe lub różowe znacznych rozmiarów);
- Meksyk[4] – Region Chihuahua (rosolit, dobrze wykształcone kryształy białe i zielone);
- RPA[4] – Transvaal, Pakistan, Rosja – Ural, Jakucja, Syberia (zielone);
- Brazylia[4];
- Szwajcaria[4] – masyw Zermatt;
- Włochy – Piemont i Elba[4];
- Pakistan[4];
- Czechy[5];
- Mali[2];
- Rumunia[2];
- Niemcy;
- Wielka Brytania;
- Norwegia;
- Korea Południowa[2];

W Polsce spotykany w skałach metamorficznych okolic Strzelina, na Pogórzu Izerskim (Stara Kamienica), Izerskich Garbach, w Miedziance (Rudawy Janowickie), Gębczycach, Podzamku, Jordanowie, Kletnie, w rejonie Sobótki (Nasławice), w okolicach Kowar. Okazy z Jordanowa i Nasławic są zwykle składnikiem rodingitów.

## Zastosowanie
- kamień szlachetny[1].
- W jubilerstwie dość znaczne, zwykle w postaci kaboszonów, paciorków oraz fasetkowo[2]. Okazy oszlifowane mogą osiągać znaczną masę, prócz tsaworytu.
- znaczenie naukowe i kolekcjonerskie[1].
- Do najbardziej poszukiwanych należą kamienie o zabarwieniu cynamonowym i pomarańczowoczerwonym. Okazy oszlifowane o masie ponad 60 ct są ozdobą kolekcji gemmologicznych, np. kamea z hessonitu z rzeźbą głowy Chrystusa o masie 61,5 ct.
- Materiał biały, zbity wykorzystywany jest w rzeźbiarstwie.
- Cieszy się dużym uznaniem wśród kolekcjonerów[2].